# Van Weedestraat 11-13
De Eerste Soester Electrische Drukkerij is een gemeentelijk monument aan de Van Weedestraat 11-13 in de gemeente Soest in de provincie Utrecht.
Het herenhuis op de hoek van de Van Weedestraat en de Lindenlaan werd ontworpen door de Soester architect J. Jorna. Na een uitbreiding aan de achterzijde in 1923 werd er een drukkerij in gevestigd. De Soestdijker architect P. Beekman ontwierp in 1928 ook de uitbreiding van de winkel aan de voorzijde.
Boven de voorgevel stond op zwarte glazen panelen de tekst Boekhandel/advertentien/ NV Eerste Soester Elektrische Drukkerij. - Uitgave weekblad 'De Soester'./ Kantoor en schrijfbehoeften. Door de ligging aan de Lindenlaan lopen de linker- en achtergevel schuin af. De rechter zijgevel is hoger opgetrokken. De symmetrische voorgevel heeft een inpandig portiek met aan weerszijden etalageruiten. Ook aan de linkerzijde is een etalagevenster. Boven ingang en vensters zijn glas-in-loodvensters gemaakt.
Het gedeelte waarin de drukkerij was gevestigd heeft een plat dak.
In 1912 bestond uitgeverij De Soester al. Nadat in 1923 de drukkerij was toegevoegd veranderde de naam in Eerste Soester Electrische Drukkerij. De drukkerij is in de zeventiger jaren van de twintigste eeuw verhuisd naar een pand op aan de Oostergracht in Soest.